# UCI WorldTour Femenino 2017
El UCI WorldTour Femenino 2017 fue la segunda edición del máximo calendario ciclista femenino a nivel mundial.
El calendario tuvo 21 carreras, aunque finalmente se disputaron 20, comenzando el 4 de marzo con la disputa de la Strade Bianche, y finalizando el 10 de septiembre con la Madrid Challenge by la Vuelta. Fueron 4 carreras más respecto a la edición anterior: Amstel Gold Race Femenina, Lieja-Bastoña-Lieja Femenina, Ladies Tour of Norway y Boels Rental Ladies Tour.
Las ganadoras finales fueron Anna van der Breggen (al ganar 5 de las 20 pruebas puntuables), Boels-Dolmans (al ganar 8 de las 20 pruebas puntuables) y Cecilie Uttrup Ludwig, en la clasificación individual, por equipos y sub-23 respectivamente.

## Equipos
Los equipos femeninos pertenecen a una única división. Sin embargo, están divididos en jerarquías según su potencial que les ayuda a obtener invitaciones a las carreras más importantes. En este caso los 15 primeros equipos obtienen invitación a todas las carreras de este circuito, los 5 siguientes solo a las carreras de un día, mientras el resto no tienen invitación asegurada. No obstante, los equipos pueden renunciar a ella por lo que es probable que en todas las carreras haya equipos participantes fuera de los 20 o 15 primeros sin invitación asegurada ya que la carrera les ha otorgado invitación "extra" fuera de las obligatorias. También pueden participar selecciones nacionales pero sin invitación asegurada, estos al igual que todos los equipos tienen derecho a puntuación.

### Equipos invitados a todas las carreras (15)
| Código UCI | Equipo                             | Corredoras | Nº de carreras del UCI WorldTour en las que han participado |
| ---------- | ---------------------------------- | --- | ----------------------------------------------------------- |
| ALE        | Alé Cipollini                      | Ver listaMartina Alzini Marta Bastianelli Jenneke Ensing Chloe Hosking Romy Kasper Soraya Paladin Ane Santesteban Martina Stefani Carlee Taylor Anna Trevisi Daiva Tuslaite Anisha Vekemans | 19                                                          |
| BPK        | BePink Cogeas                      | Ver listaAnastasiya Chulkova Olga Dobrynina (desde el 18 de febrero) Alison Jackson Tereza Medvedova Giulia Nanni Amber Neben Francesa Pattaro Katia Ragusa Ilaria Sanguineti Tatiana Shamanova Maria Victoria Sperotto Margarita Syrodoeva (desde el 14 de febrero) Ksenyia Tuhai Silvia Valsecchi Olga Zabelinskaya (desde el 17 de marzo) | 19                                                          |
| BLT        | Boels Dolmans Cycling Team         | Ver listaElizabeth Armitstead Chantal Blaak Karol-Ann Canuel Nikki Brammeier Amalie Dideriksen Megan Guarnier Christine Majerus Amy Pieters Jip Van Den Bos Anna Van Der Breggen | 19                                                          |
| CAN        | Canyon Sram Racing                 | Ver listaAlena Amialiusik Hannah Barnes Lisa Brennauer Elena Cecchini Tiffany Cromwell Pauline Ferrand-Prévot Barbara Guarischi Mieke Kroger Alexis Ryan Leah Thorvilson Trixi Worrack | 18                                                          |
| BCT        | Cervélo-Bigla Pro Cycling Team     | Ver listaAllie Dragoo Nicole Hanselmann Ciara Horne Lisa Klein Clara Koppenburg Lotta Lepistö Cecilie Utrup Ludwig Ashleigh Moolman Cristina Perchtold Gabriele Pilote-Fortin Stephanie Pohl Marie Schousboe Vilmann | 16                                                          |
| CPC        | Cylance Pro Cycling                | Ver listaKaitlin Antonneau Rachele Barbieri Kristabel Doebel-Hickok Sheyla Gutiérrez Malgorzata Jasinska Danielle King Willeke Knol Joelle Numainville Rossella Ratto Marta Tagliaferro Alison Tetrick Kirsten Wild Erica Zaveta | 20 (todas)                                                  |
| FDJ        | FDJ Nouvelle Aquitaine Futuroscope | Ver listaAude Biannic Charlotte Bravard Coralie Demay Annabelle Dreville Eugénie Duval Séverine Eraud Roxane Fournier Shara Gillow Victorie Guilman Roxane Knetemann Greta Richioud Eri Yonamine | 18                                                          |
| HPU        | Hitec Products                     | Ver listaKatrine Aalerud Susanne Andersen Charlotte Becker Miriam Bjornsrud Simona Frapporti Ingvild Gaaskjeen Tone Hatteland-Lima Vita Heine Ilona Hoeksma Cecilie Gotaas Johnsen Nina Kessler Emilie Moberg Thea Thorsen | 18                                                          |
| LAR        | Lares-Waowdeals Women Cycling Team | Ver listaAlice Cobb Thalita de Jong Sofie de Vuyst Mieke Dockx Tara Gins Sarah Inghelbrecht Kelly Markus Flavia Olveira Daniela Reis Sarah Rijkes Amélie Rivat Monique Van de Ree Shana Van Glabeke Lotte Van Hoeck Bryony Van Volzen Saartje Vandenbroucke                                                                                  | 16                                                          |
| LWK        | Lensworld-Kuota                    | Ver listaAlice Marie Arzuffi Maria Giulia Confalonieri Annalisa Cucinotta Kim De Baat Tatiana Guderzo Kaat Hannes Maaike Polspoel Tetyana Riabchenko Anouk Rijff Winanda Spoor Grace Verbecke Nathalie Verschelden | 16                                                          |
| ORS        | Orica Scott                        | Ver listaJessica Allen Georgia Baker Jenelle Crocks Gracie Elvin Katrin Garfoot Alexandra Manly Rachel Neylan Loren Rowney Sarah Roy Amanda Spratt Annemiek van Vleuten Lizzie Williams | 17                                                          |
| TPL        | Team Sunweb                        | Ver listaLucinda Brand Leah Kirchmann Juliette Labous Liane Lippert Floortje Mackaij Coryn Rivera Rozanne Slik Julia Soek Sabrina Stultiens Ellen Van Dijk Molly Weaver | 19                                                          |
| TVW        | Team Veloconcept Women             | Ver listaShani Bloch Louise Norman Hansen Natalie Kerwin Claudia Koster Pernille Mathiesen Camilla Mollebro Pedersen Sara Mustonen Amber Neben Sara Penton Jannie Sand Doris Schweizer Christina Sigaard Carmen Small | 16                                                          |
| WHT        | Wiggle High5                       | Ver listaGiorgia Bronzini Audrey Cordon Jolien D'Hoore Annette Edmondson Emilia Fahlin Gracie Garner Lucy Garner Mayuko Hagiwara Emma Johansson Julie Leth Claudia Lichtenberg Elisa Longo Borghini Amy Roberts Anna Sanchís | 19                                                          |
| WM3        | WM3 Pro Cycling Team               | Ver listaRoten Gafinovitz Yara Kateslijn Lauren Kitchen Jeanne Korevaar Anouska Koster Riejanne Markus Katarzyna Niewiadoma Anna Plichta Valentina Scandolara Moniek Tenniglo Marianne Vos | 19                                                          |

### Equipos invitados solo a carreras de un día (5)
| Código UCI | Equipo                         | Corredoras | Nº de carreras del UCI WorldTour en las que han participado |
| ---------- | ------------------------------ | --- | ----------------------------------------------------------- |
| AST        | Astana Women's Team            | Ver listaRinata Akhmechta Soffia Begin Sofia Bertizzolo Arianna Fidanza Nadezhda Geneleva Amiliya Ishakova Lisa Morzenti Olena Pavlukhina Carolina Rodríguez Natalya Saifutdinova Zhanerke Sanakbayeba Arlenis Sierra Agnieszka Skalniak Makhabbat Umutzhanova Lara Vieceli | 13                                                          |
| BTC        | BTC City Ljubljana             | Ver listaPolona Batagelj Ula Berlan Eugenia Bujak Tanja Elsner Jelena Eric Corinna Lechner Ursa Pintar Anna Plichta Mia Radotic Anna Zita Maria Stricker Hajdi Zajc Sasa Zavbi Kunaver Urska Zigart                                                                         | 16                                                          |
| LSL        | Lotto Soudal Ladies            | Ver listaIsabelle Beckers Jessie Daams Elise Delzenne Annelies Dom Chantal Hoffmann An-li Kachelhoffer Anna Kiesenhofer Lotte Kopecky Puck Moonen Trine Schmidt Kaat Van Der Meulen Fenna Vanhoutte                                                                         | 12                                                          |
| SER        | Servetto Giusta                | Ver listaLetizia Borghesi Andria Christophorou Ksenia Dobrynina Clemilda Fernandes Alice Gasparini Daniela Gass Ting Ying Huang Aline Knechtli Laura Lozano Anna Potokina Natalya Sokovnina Gaia Tortolina Femke Verstichelen                                               | 14                                                          |
| TIB        | Team Tibco-Silicon Valley Bank | Ver listaLex Albrecht Nicolle Marie Bruderer Kathryn Buss Ingrid Drexel Heather Fischer Katrin Hammes Lindsay Myers Madeleine Park Kendall Ryan Patricia Schwager Lauren Stephens Jennifer Tetrick Brianna Walle                                                            | 5                                                           |

### Resto de equipos (24)
| Código UCI | Equipo                                   | Nº de carreras del UCI WorldTour en las que han participado |
| ---------- | ---------------------------------------- | ----------------------------------------------------------- |
| VAI        | Aromitalia Vaiano                        | 4                                                           |
| BPD        | Bizkaia-Durango                          | 6                                                           |
| GPC        | China Chongming-Liv Pro Cycling          | 1                                                           |
| CVB        | Colavita-Bianchi                         | 1                                                           |
| ZCG        | Conceria Zabri-Fanini-Guerciotti         | 1                                                           |
| DRP        | Drops                                    | 14                                                          |
| ISG        | Giusfredi Bianchi                        | 3                                                           |
| HBS        | Hagens Berman-Supermint                  | 1                                                           |
| LTK        | Lointek                                  | 3                                                           |
| MCC        | Minsk Cycling Club                       | 0                                                           |
| PVD        | Parkhotel Valkenburg-Destil Cycling Team | 6                                                           |
| RLW        | Rally Cycling                            | 1                                                           |
| MIC        | S.C. Michela Fanini                      | 6                                                           |
| MIC        | SAS-Macogep                              | 4                                                           |
| T20        | Sho-Air Twenty20                         | 1                                                           |
| SVG        | Sport Vlaanderen-Guill d'Or              | 9                                                           |
| ILU        | Team Illuminate                          | 1                                                           |
| WNT        | Team WNT Pro Cycling                     | 3                                                           |
| TWC        | Thailand Women's Cycling Team            | 0                                                           |
| TOG        | Top Girls Fassa Bortolo                  | 5                                                           |
| UHC        | Unitedhealthcare Pro Cycling Team        | 1                                                           |
| VAL        | Valcar PBM                               | 4                                                           |
| VDA        | Visit Dallas DNA Pro Cycling             | 1                                                           |
| SLP        | Weber Shimano Ladies Power               | 0                                                           |

### Selecciones nacionales (18)
- Se incluyen las selecciones nacionales que obtuvieron invitación en alguna de esas carreras en 2016 o 2017.

| Selección                   | Nº de carreras del UCI WorldTour en las que han participado |
| --------------------------- | ----------------------------------------------------------- |
| Selección de Australia      | 4                                                           |
| Selección de Bélgica        | 1                                                           |
| Selección de China          | 1                                                           |
| Selección de Colombia       | 0                                                           |
| Selección de Corea del Sur  | 0                                                           |
| Selección de España         | 1                                                           |
| Selección de Estados Unidos | 2                                                           |
| Selección de Finlandia      | 0                                                           |
| Selección de Francia        | 3                                                           |
| Selección de Gran Bretaña   | 1                                                           |
| Selección de Hong Kong      | 1                                                           |
| Selección de Japón          | 0                                                           |
| Selección de Malasia        | 1                                                           |
| Selección de México         | 0                                                           |
| Selección de Noruega        | 3                                                           |
| Selección de Países Bajos   | 1                                                           |
| Selección de Reino Unido    | 0                                                           |
| Selección de Rusia          | 1                                                           |
| Selección de Suecia         | 1                                                           |
| Selección de Suiza          | 1                                                           |
| Selección de Tailandia      | 0                                                           |
| Selección de Taipéi         | 0                                                           |
| Selección de Taiwán         | 1                                                           |

## Carreras
| Fecha                  | Carrera                                     | Vencedora            | Equipo de la vencedora |
| ---------------------- | ------------------------------------------- | -------------------- | ---------------------- |
| 4 de marzo             | Strade Bianche                              | Elisa Longo Borghini | Wiggle High5           |
| 11 de marzo            | Tour de Drenthe                             | Amalie Dideriksen    | Boels Dolmans          |
| 19 de marzo            | Trofeo Alfredo Binda-Comune di Cittiglio    | Coryn Rivera         | Sunweb                 |
| 26 de marzo            | Gante-Wevelgem                              | Lotta Lepistö        | Cervélo-Bigla          |
| 2 de abril             | Tour de Flandes                             | Coryn Rivera         | Sunweb                 |
| 16 de abril            | Amstel Gold Race                            | Anna van der Breggen | Boels Dolmans          |
| 19 de abril            | Flecha Valona                               | Anna van der Breggen | Boels Dolmans          |
| 23 de abril            | Lieja-Bastoña-Lieja                         | Anna van der Breggen | Boels Dolmans          |
| 5-7 de mayo            | Tour de la Isla de Chongming                | Jolien D'Hoore       | Wiggle High5           |
| 11-14 de mayo          | Tour de California                          | Anna van der Breggen | Boels Dolmans          |
| 4 de junio             | The Philadelphia Cycling Classic            | Cancelada            | Cancelada              |
| 7-11 de junio          | The Women's Tour                            | Katarzyna Niewiadoma | WM3                    |
| 30 de junio-9 de julio | Giro de Italia Femenino                     | Anna van der Breggen | Boels Dolmans          |
| 20 de julio            | La Course by Le Tour de France              | Annemiek van Vleuten | Orica Scott            |
| 29 de julio            | RideLondon Classique                        | Coryn Rivera         | Sunweb                 |
| 11 de agosto           | Crescent Vårgårda TTT                       | Boels Dolmans        | Boels Dolmans          |
| 13 de agosto           | Crescent Vårgårda RR                        | Lotta Lepistö        | Cervélo-Bigla          |
| 17-20 de agosto        | Ladies Tour of Norway                       | Marianne Vos         | WM3                    |
| 26 de agosto           | Gran Premio de Plouay Lorient Agglomáration | Elizabeth Deignan    | Boels Dolmans          |
| 29-3 de septiembre     | Boels Rental Ladies Tour                    | Annemiek van Vleuten | Orica Scott            |
| 10 de septiembre       | Madrid Challenge by La Vuelta               | Jolien D'Hoore       | Wiggle High5           |

1. 1 2 3  La The Philadelphia Cycling Classic no se disputó debido a la falta de patrocinadores de la carrera según informó la organización el 27 de enero de 2017 en un comunicado oficial con lo que finalmente fueron 20 las carreras puntuables.

## Detalle de equipos/selecciones por carrera
| Equipo                             | SB | DRE | AB-CC | GW | FLA | AMS | FV | LBL | CHO | CAL | WT | ITA | COU | LON | OSV-TTT | OSV | LTN | PLO-B | BRT | MAD | Total |    |
| ---------------------------------- | -- | --- | ----- | -- | --- | --- | -- | --- | --- | --- | -- | --- | --- | --- | ------- | --- | --- | ----- | --- | --- | ----- | -- |
| Alé Cipollini                      | Sí | Sí  | Sí    | Sí | Sí  | Sí  | Sí | Sí  | Sí  | No  | Sí | Sí  | Sí  | Sí  | Sí      | Sí  | Sí  | Sí    | Sí  | Sí  | 19    |    |
| BePink Cogeas                      | Sí | Sí  | Sí    | Sí | Sí  | Sí  | Sí | Sí  | Sí  | Sí  | Sí | Sí  | Sí  | Sí  | Sí      | Sí  | Sí  | Sí    | No  | Sí  | 19    |    |
| Boels Dolmans                      | Sí | Sí  | Sí    | Sí | Sí  | Sí  | Sí | Sí  | Sí  | Sí  | Sí | Sí  | Sí  | Sí  | Sí      | Sí  | Sí  | Sí    | Sí  | No  | 19    |    |
| Canyon-SRAM                        | Sí | Sí  | Sí    | Sí | Sí  | Sí  | Sí | Sí  | No  | Sí  | Sí | Sí  | Sí  | Sí  | Sí      | Sí  | Sí  | Sí    | Sí  | No  | 18    |    |
| Cervélo-Bigla                      | Sí | Sí  | Sí    | Sí | Sí  | Sí  | Sí | Sí  | No  | No  | Sí | Sí  | Sí  | Sí  | Sí      | Sí  | Sí  | Sí    | No  | No  | 16    |    |
| Cylance                            | Sí | Sí  | Sí    | Sí | Sí  | Sí  | Sí | Sí  | Sí  | Sí  | Sí | Sí  | Sí  | Sí  | Sí      | Sí  | Sí  | Sí    | Sí  | Sí  | 20    |    |
| FDJ Nouvelle Aquitaine Futuroscope | Sí | Sí  | Sí    | Sí | Sí  | Sí  | Sí | Sí  | No  | No  | Sí | Sí  | Sí  | Sí  | Sí      | Sí  | Sí  | Sí    | Sí  | Sí  | 18    |    |
| Hitec Products                     | Sí | Sí  | Sí    | Sí | Sí  | Sí  | Sí | Sí  | Sí  | No  | Sí | Sí  | Sí  | Sí  | Sí      | Sí  | Sí  | No    | Sí  | Sí  | 18    |    |
| Lares-Waowdeals                    | No | Sí  | Sí    | Sí | Sí  | Sí  | Sí | Sí  | No  | Sí  | Sí | Sí  | Sí  | No  | Sí      | Sí  | Sí  | No    | Sí  | Sí  | 16    |    |
| Lensworld-Kuota                    | Sí | Sí  | Sí    | Sí | Sí  | Sí  | Sí | Sí  | No  | No  | Sí | Sí  | Sí  | Sí  | Sí      | Sí  | Sí  | No    | Sí  | No  | 16    |    |
| Orica Scott                        | Sí | Sí  | Sí    | Sí | Sí  | Sí  | Sí | Sí  | Sí  | No  | Sí | Sí  | Sí  | Sí  | Sí      | No  | Sí  | Sí    | Sí  | No  | 17    |    |
| Sunweb                             | Sí | Sí  | Sí    | Sí | Sí  | Sí  | Sí | Sí  | No  | Sí  | Sí | Sí  | Sí  | Sí  | Sí      | Sí  | Sí  | Sí    | Sí  | Sí  | 19    |    |
| Wiggle High5                       | Sí | Sí  | Sí    | Sí | Sí  | Sí  | Sí | Sí  | Sí  | No  | Sí | Sí  | Sí  | Sí  | Sí      | Sí  | Sí  | Sí    | Sí  | Sí  | Sí    | 19 |
| Veloconcept                        | Sí | Sí  | No    | Sí | Sí  | Sí  | Sí | Sí  | Sí  | No  | Sí | Sí  | Sí  | Sí  | Sí      | Sí  | Sí  | No    | Sí  | No  | 16    |    |
| WM3                                | Sí | Sí  | Sí    | Sí | Sí  | Sí  | Sí | Sí  | Sí  | No  | Sí | Sí  | Sí  | Sí  | Sí      | Sí  | Sí  | Sí    | Sí  | No  | 18    |    |
| Wiggle High5                       | Sí | Sí  | Sí    | Sí | Sí  | Sí  | Sí | Sí  | No  | Sí  | Sí | Sí  | Sí  | Sí  | Sí      | Sí  | Sí  | Sí    |     | Sí  | 18    |    |
| Astana                             | Sí | Sí  | Sí    | Sí | Sí  | Sí  | Sí | Sí  | Sí  | Sí  |    | Sí  | Sí  | Sí  | No      | No  |     | No    |     | No  | 13    |    |
| BTC City Ljubljana                 | Sí | Sí  | Sí    | Sí | Sí  | Sí  | Sí | Sí  |     |     |    | Sí  | Sí  | Sí  | Sí      | Sí  | Sí  | Sí    |     | Sí  | 16    |    |
| Lotto Soudal Ladies                | Sí | Sí  | No    | Sí | Sí  | Sí  | Sí | Sí  |     |     |    |     | Sí  | Sí  | Sí      | Sí  | Sí  | No    |     | Sí  | 12    |    |
| Servetto Giusta                    | Sí | No  | Sí    | Sí | Sí  | Sí  | Sí | Sí  | Sí  |     |    | Sí  | Sí  | No  | Sí      | Sí  | Sí  | Sí    |     | No  | 14    |    |
| Tibco-Silicon Valley Bank          | No | Sí  | No    | No | No  | No  | No | No  | Sí  | Sí  |    |     | Sí  |     | No      | No  |     | Sí    |     | No  | 5     |    |
| Aromitalia Vaiano                  | Sí |     | Sí    |    | Sí  |     |    |     |     |     |    | Sí  |     |     |         |     |     |       |     |     | 4     |    |
| Drops                              | Sí |     | Sí    | Sí | Sí  |     | Sí | Sí  |     | Sí  | Sí |     |     | Sí  | Sí      | Sí  | Sí  | Sí    |     | Sí  | 14    |    |
| Giusfredi Bianchi                  | Sí |     |       |    | Sí  |     |    |     |     |     |    | Sí  |     |     |         |     |     |       |     |     | 3     |    |
| Top Girls Fassa Bortolo            | Sí |     | Sí    | Sí | Sí  |     |    |     |     |     |    | Sí  |     |     |         |     |     |       |     |     | 5     |    |
| S.C. Michela Fanini                | Sí |     | Sí    |    | Sí  |     | Sí | Sí  |     |     |    | Sí  |     |     |         |     |     |       |     |     | 6     |    |
| Valcar PBM                         | Sí |     | Sí    |    |     |     |    |     |     |     | Sí | Sí  |     |     |         |     |     |       |     |     | 4     |    |
| Colavita-Bianchi                   |    | Sí  |       |    |     |     |    |     |     |     |    |     |     |     |         |     |     |       |     |     | 1     |    |
| Selección de Países Bajos          |    |     | Sí    |    |     |     |    |     |     |     |    |     |     |     |         |     |     |       |     |     | 1     |    |
| Selección de Suiza                 |    |     | Sí    |    |     |     |    |     |     |     |    |     |     |     |         |     |     |       |     |     | 1     |    |
| Bizkaia-Durango                    |    |     |       | Sí | Sí  |     | Sí | Sí  |     |     |    |     |     |     |         |     |     | Sí    |     | Sí  | 6     |    |
| Parkhotel Valkenburg-Destil        |    |     |       | Sí | Sí  | Sí  |    |     |     |     |    |     |     |     |         |     |     | Sí    | Sí  | Sí  | 6     |    |
| SAS-Macogep                        |    |     |       | Sí |     |     |    | Sí  |     |     |    |     |     |     |         |     |     | Sí    |     | Sí  | 4     |    |
| Sport Vlaanderen-Guill d'Or        |    |     |       | Sí | Sí  | Sí  | Sí | Sí  |     |     |    |     |     |     | Sí      | Sí  | Sí  |       |     | Sí  | 9     |    |
| Lointek                            |    |     |       |    | Sí  |     |    |     |     |     |    |     |     |     |         |     |     | Sí    |     | Sí  | 3     |    |
| Selección de Francia               |    |     |       |    |     |     | Sí |     |     |     |    |     | Sí  |     |         |     |     | Sí    |     |     | 3     |    |
| China Chongming-Liv                |    |     |       |    |     |     |    |     | Sí  |     |    |     |     |     |         |     |     |       |     |     | 1     |    |
| Minsk Cycling Club                 |    |     |       |    |     |     |    |     | Sí  |     |    |     |     |     |         |     |     |       |     |     | 1     |    |
| Selección de Hong Kong             |    |     |       |    |     |     |    |     | Sí  |     |    |     |     |     |         |     |     |       |     |     | 1     |    |
| Selección de China                 |    |     |       |    |     |     |    |     | Sí  |     |    |     |     |     |         |     |     |       |     |     | 1     |    |
| Selección de Taiwán                |    |     |       |    |     |     |    |     | Sí  |     |    |     |     |     |         |     |     |       |     |     | 1     |    |
| Selección de Rusia                 |    |     |       |    |     |     |    |     | Sí  |     |    |     |     |     |         |     |     |       |     |     | 1     |    |
| Selección de Malasia               |    |     |       |    |     |     |    |     | Sí  |     |    |     |     |     |         |     |     |       |     |     | 1     |    |
| Hagens Bermans-Supermint           |    |     |       |    |     |     |    |     |     | Sí  |    |     |     |     |         |     |     |       |     |     | 1     |    |
| Rally Cycling                      |    |     |       |    |     |     |    |     |     | Sí  |    |     |     |     |         |     |     |       |     |     | 1     |    |
| Sho-Air TWENTY20                   |    |     |       |    |     |     |    |     |     | Sí  |    |     |     |     |         |     |     |       |     |     | 1     |    |
| UnitedHealthcare                   |    |     |       |    |     |     |    |     |     | Sí  |    |     |     |     |         |     |     |       |     |     | 1     |    |
| Visit Dallas DNA                   |    |     |       |    |     |     |    |     |     | Sí  |    |     |     |     |         |     |     |       |     |     | 1     |    |
| Selección de los Estados Unidos    |    |     |       |    |     |     |    |     |     | Sí  |    |     |     |     |         |     |     |       | Sí  |     | 2     |    |
| Illuminate                         |    |     |       |    |     |     |    |     |     | Sí  |    |     |     |     |         |     |     |       |     |     | 1     |    |
| WNT Pro Cycling                    |    |     |       |    |     |     |    |     |     |     | Sí |     |     |     |         |     | Sí  |       |     | Sí  | 3     |    |
| Conceria Zabri-Fanini-Guerciotti   |    |     |       |    |     |     |    |     |     |     |    | Sí  |     |     |         |     |     |       |     |     | 1     |    |
| Selección de Gran Bretaña          |    |     |       |    |     |     |    |     |     |     |    |     |     | Sí  |         |     |     |       |     |     | 1     |    |
| Selección de Australia             |    |     |       |    |     |     |    |     |     |     |    |     |     |     | Sí      | Sí  | Sí  | Sí    |     |     | 4     |    |
| Selección de Noruega               |    |     |       |    |     |     |    |     |     |     |    |     |     |     | Sí      | Sí  | Sí  |       |     |     | 3     |    |
| Selección de Suecia                |    |     |       |    |     |     |    |     |     |     |    |     |     |     |         | Sí  |     |       |     |     | 1     |    |
| Selección de Bélgica               |    |     |       |    |     |     |    |     |     |     |    |     |     |     |         |     |     |       | Sí  |     | 1     |    |
| Selección de España                |    |     |       |    |     |     |    |     |     |     |    |     |     |     |         |     |     |       |     | Sí  | 1     |    |
| Invitaciones otorgadas             | 24 | 20  | 25    | 26 | 28  | 21  | 24 | 24  | 20  | 18  | 17 | 24  | 21  | 20  | 21      | 23  | 22  | 22    | 16  | 18  |       |    |

- equipo/selección invitado que participó.
- equipo/selección invitado que rechazó su invitación.

## Clasificaciones Finales
Estas son las clasificaciones finales tras la disputa de Madrid Challenge by La Vuelta:
Nota: ver Baremos de puntuación

### Clasificación individual

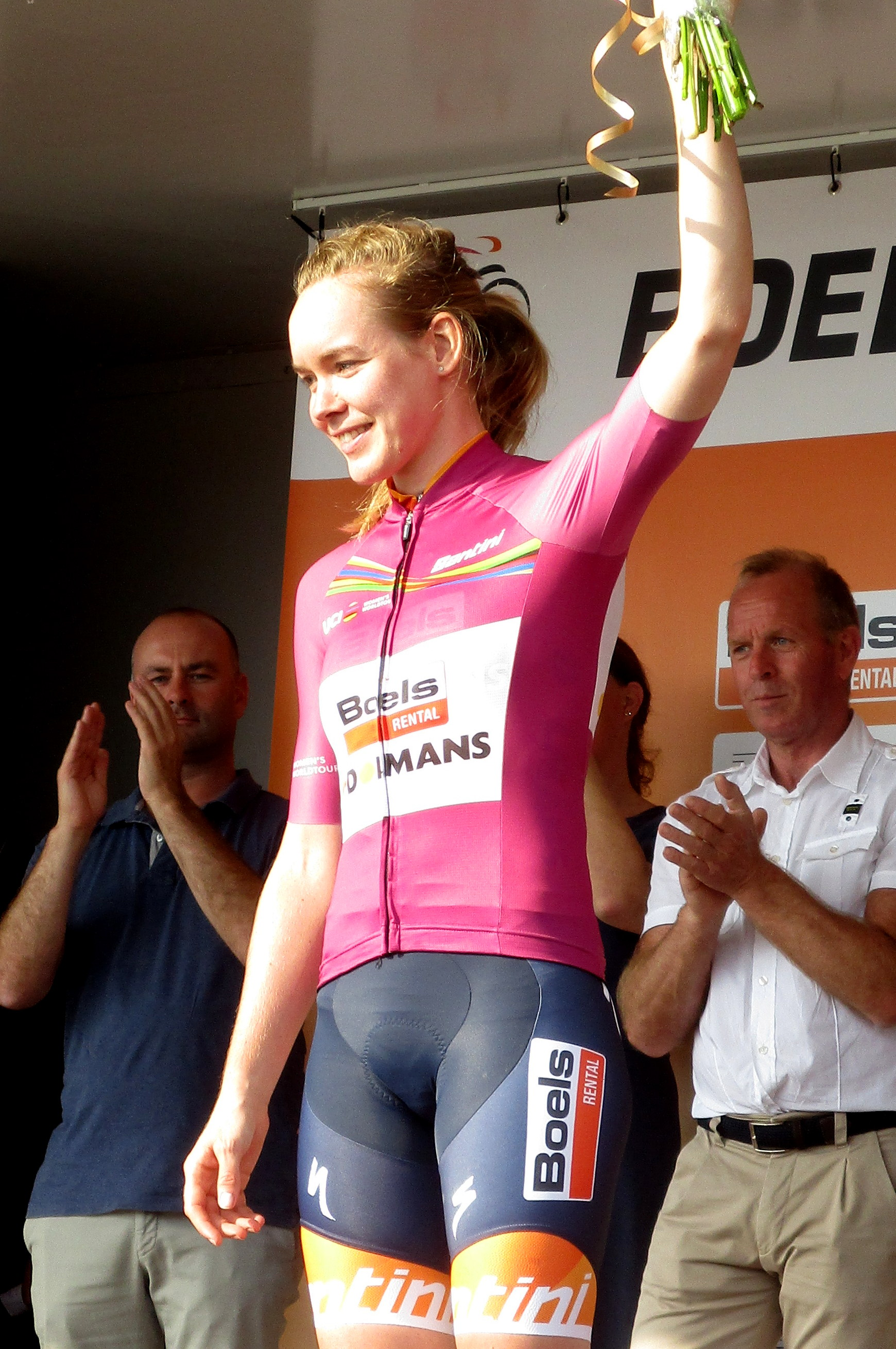
Anna van der Breggen con el maillot de líder en el Boels Rental Ladies Tour.

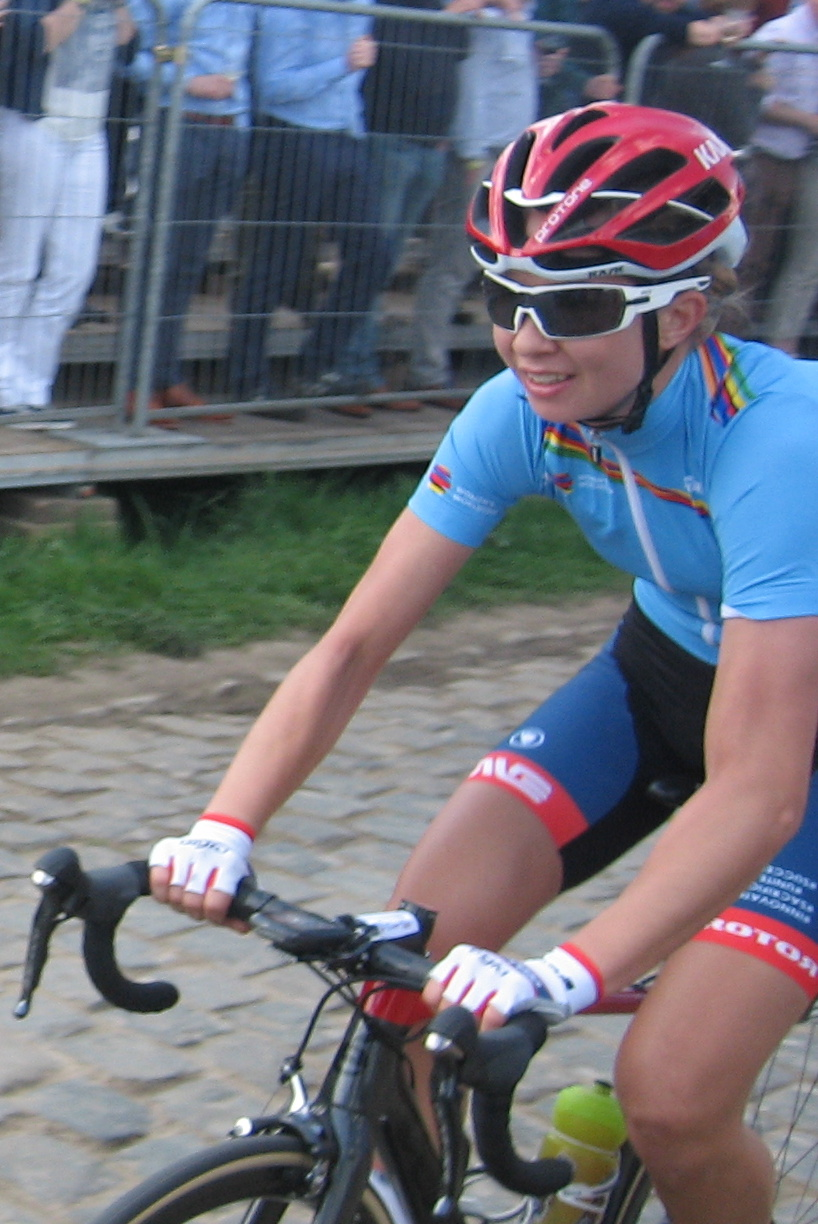
Cecilie Uttrup Ludwig con el maillot de líder sub-23 en el Tour de Flandes.

| Posición | Corredora            | Equipo        | Puntos |
| -------- | -------------------- | ------------- | ------ |
| 1.º      | Anna van der Breggen | Boels Dolmans | 1016   |
| 2.º      | Annemiek van Vleuten | Orica Scott   | 989    |
| 3.º      | Katarzyna Niewiadoma | WM3           | 856    |
| 4.º      | Coryn Rivera         | Sunweb        | 803    |
| 5.º      | Elisa Longo Borghini | Wiggle High5  | 630    |
| 6.º      | Jolien D'Hoore       | Wiggle High5  | 626    |
| 7.º      | Elizabeth Deignan    | Wiggle High5  | 623    |
| 8.º      | Ellen van Dijk       | Sunweb        | 614    |
| 9.º      | Lotta Lepistö        | Cervélo-Bigla | 518    |
| 10.º     | Chloe Hosking        | Alé Cipollini | 457    |

| 11.º | Marianne Vos           | WM3                                | 452 |
| 12.º | Megan Guarnier         | Boels Dolmans                      | 429 |
| 13.º | Elena Cecchini         | Canyon Sram Racing                 | 427 |
| 14.º | Chantal Blaak          | Boels Dolmans                      | 373 |
| 15.º | Kirsten Wild           | Cylance                            | 347 |
| 16.º | Arlenis Sierra         | Astana                             | 334 |
| 17.º | Lisa Brennauer         | Canyon Sram Racing                 | 321 |
| 18.º | Christine Majerus      | Boels Dolmans                      | 320 |
| 19.º | Shara Gillow           | FDJ Nouvelle Aquitaine Futuroscope | 320 |
| 20.º | Ashleigh Moolman-Pasio | Cervélo-Bigla                      | 303 |

### Clasificación por equipos
Esta clasificación se calcula sumando los puntos de las cuatro mejores corredoras de cada equipo o selección en cada carrera. Los equipos con el mismo número de puntos se clasifican de acuerdo a su corredora mejor clasificada.
| Posición | Equipo             | Puntos |
| -------- | ------------------ | ------ |
| 1.º      | Boels Dolmans      | 3273   |
| 2.º      | Sunweb             | 2153   |
| 3.º      | Wiggle High5       | 1824   |
| 4.º      | Orica Scott        | 1821   |
| 5.º      | Canyon Sram Racing | 1505   |

### Clasificación sub-23
| Posición | Corredora             | Equipo         | Puntos |
| -------- | --------------------- | -------------- | ------ |
| 1.º      | Cecilie Uttrup Ludwig | Cervélo-Bigla  | 52     |
| 2.º      | Alice Barnes          | Drops          | 16     |
| 3.º      | Amalie Dideriksen     | Boels Dolmans  | 16     |
| 4.º      | Susanne Andersen      | Hitec Products | 12     |
| 5.º      | Lisa Klein            | Cervélo-Bigla  | 12     |

## Progreso de las clasificaciones
| Carrera (Vencedora)                                     | Clasificación individual | Clasificación por equipos | Clasificación sub-23  |
| ------------------------------------------------------- | ------------------------ | ------------------------- | --------------------- |
| Strade Bianche (Elisa Longo Borghini)                   | Elisa Longo Borghini     | Wiggle High5              | Cecilie Uttrup Ludwig |
| Tour de Drenthe (Amalie Dideriksen)                     | Elisa Longo Borghini     | Boels Dolmans             | Amalie Dideriksen     |
| Trofeo Alfredo Binda-Comune di Cittiglio (Coryn Rivera) | Elisa Longo Borghini     | Boels Dolmans             | Cecilie Uttrup Ludwig |
| Gante-Wevelgem (Lotta Lepistö)                          | Elisa Longo Borghini     | Wiggle-High5              | Cecilie Uttrup Ludwig |
| Tour de Flandes (Coryn Rivera)                          | Coryn Rivera             | Sunweb                    | Cecilie Uttrup Ludwig |
| Amstel Gold Race (Anna van der Breggen)                 | Coryn Rivera             | Boels Dolmans             | Cecilie Uttrup Ludwig |
| Flecha Valona Femenina (Anna van der Breggen)           | Coryn Rivera             | Boels Dolmans             | Cecilie Uttrup Ludwig |
| Tour de la Isla de Chongming (Jolien D'Hoore)           | Anna van der Breggen     | Boels Dolmans             | Cecilie Uttrup Ludwig |
| Tour de California (Anna van der Breggen)               | Anna van der Breggen     | Boels Dolmans             | Cecilie Uttrup Ludwig |
| The Women's Tour (Katarzyna Niewiadoma)                 | Katarzyna Niewiadoma     | Boels Dolmans             | Cecilie Uttrup Ludwig |
| Giro de Italia Femenino (Anna van der Breggen)          | Anna van der Breggen     | Boels Dolmans             | Cecilie Uttrup Ludwig |
| La Course by Le Tour de France (Annemiek van Vleuten)   | Anna van der Breggen     | Boels Dolmans             | Cecilie Uttrup Ludwig |
| RideLondon Classique (Coryn Rivera)                     | Anna van der Breggen     | Boels Dolmans             | Cecilie Uttrup Ludwig |
| Ladies Tour of Norway (Marianne Vos)                    | Anna van der Breggen     | Boels Dolmans             | Cecilie Uttrup Ludwig |
| Open de Suède Vargarda TTT (Boels Dolmans)              | Anna van der Breggen     | Boels Dolmans             | Cecilie Uttrup Ludwig |
| Open de Suède Vargarda (Lotta Lepistö)                  | Anna van der Breggen     | Boels Dolmans             | Cecilie Uttrup Ludwig |
| Gran Premio de Plouay-Bretaña (Elizabeth Deignan)       | Anna van der Breggen     | Boels Dolmans             | Cecilie Uttrup Ludwig |
| Boels Rental Ladies Tour (Annemiek van Vleuten)         | Anna van der Breggen     | Boels Dolmans             | Cecilie Uttrup Ludwig |
| Madrid Challenge by La Vuelta (Jolien D'Hoore)          | Anna van der Breggen     | Boels Dolmans             | Cecilie Uttrup Ludwig |
| Final                                                   | Anna van der Breggen     | Boels Dolmans             | Cecilie Uttrup Ludwig |